# جيرارد وودورد
جيرارد وودورد (بالإنجليزية: Gerard Woodward)‏ هو شاعر بريطاني، ولد في 1961 في لندن في المملكة المتحدة.